# Otto Bedřich z Harrachu
Otto Bedřich z Harrachu (2. září 1610 – 7. prosince 1639) byl český šlechtic z rodu Harrachů, diplomat a zakladatel jilemnické větve Harrachů.

## Životopis
Otto Bedřich z Harrachu byl synem Karla I. z Harrachu. V letech 1623 až 1628 působil v císařských službách jako diplomat v Madridu. Po smrti otce roku 1628 zdědil panství Bruck an der Leitha. Poté vstoupil do armády, kde získal hodnost generála. Účastnil se bitvy u Lützenu, kde byl raněn a padl do švédského zajetí.
4. listopadu 1632 mu Albrecht z Valdštejna, jeho švagr, daroval panství Horní Branná a Lomnice. Roku 1651 však panství Lomnice prodal rodu Morzinů. Roku 1636 se stal majitelem statků Vlkava.
Zemřel 7. prosince 1639. Po jeho smrti zdědil jeho panství syn Ferdinand Bonaventura z Harrachu, kvůli svému nízkému věku však panství spravoval Ottův bratr Arnošt Vojtěch z Harrachu.

## Rodina
Otto Bedřich z Harrachu se oženil s Lavinií, roz. hraběnkou Gonzaga z Novellara. Manželům se narodil jediný syn Ferdinand Bonaventura.